# Giuseppe Cigala Fulgosi
Giuseppe Cigala Fulgosi (Piacenza, 25 luglio 1910 – Roma, 1º novembre 1977) è stato un militare italiano, che con il grado di capitano di corvetta della Regia Marina fu decorato con Medaglia d'oro al valor militare a vivente durante il corso della seconda guerra mondiale. Decorato anche con tre Medaglie di bronzo e due Croci di guerra al valor militare gli è stato intitolato un pattugliatore della Classe Comandanti.

## Biografia

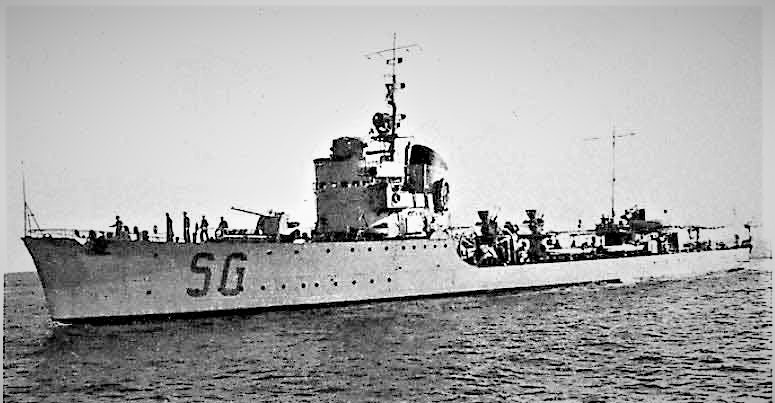
La torpediniera Sagittario durante la seconda guerra mondiale.

La torpediniera Impetuoso durante la seconda guerra mondiale.

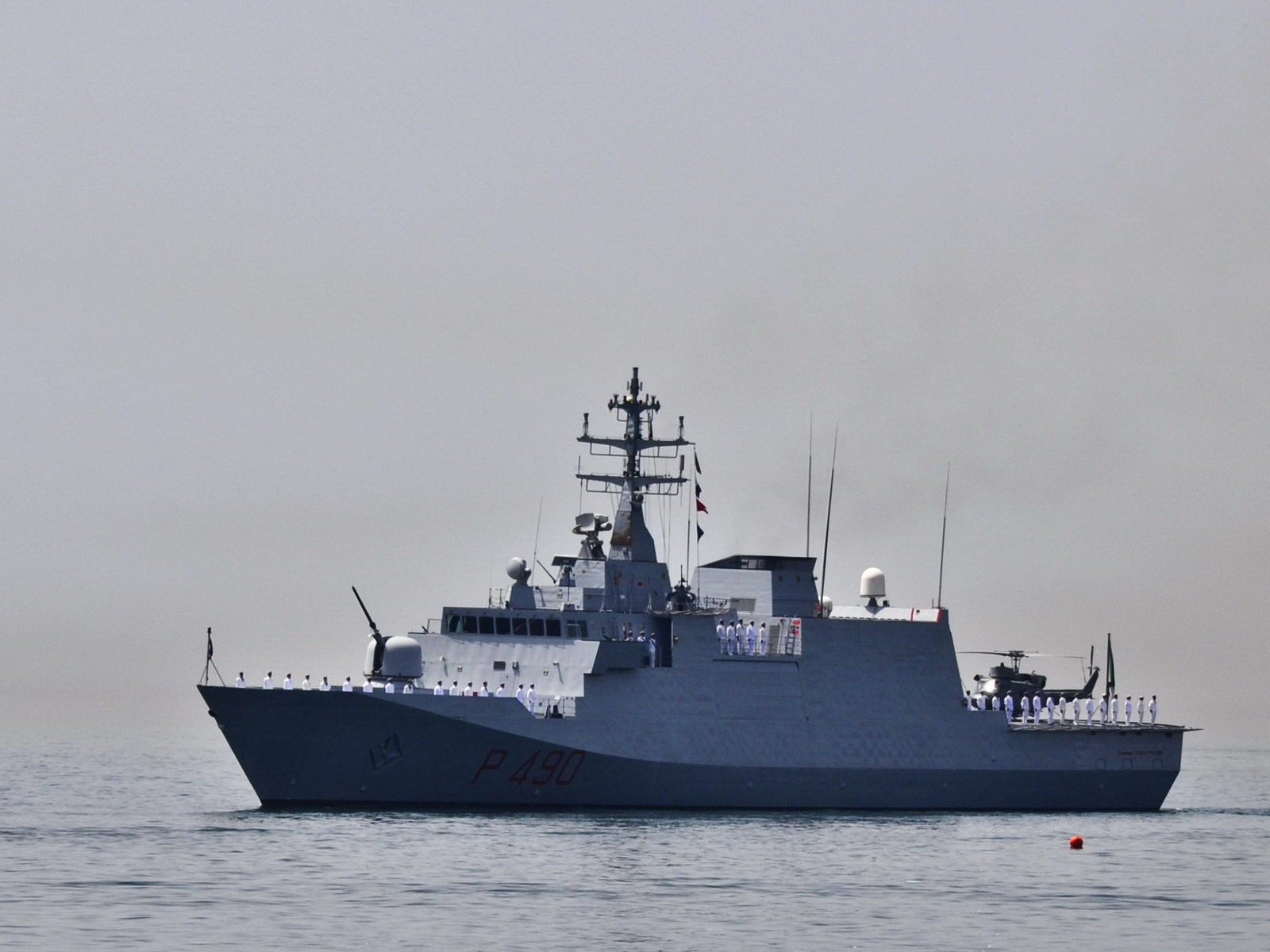
Il pattugliatore Cigala Fulgosi

Nacque a Piacenza il 25 luglio 1910, figlio di Alfonso, un ufficiale di carriera del Regio Esercito, e di Anna Teresa Osio. Arruolatosi nella Regia marina, nel 1925 fu ammesso a frequentare la Regia Accademia Navale di Livorno, conseguendo nel 1930 la nomina a guardiamarina. Imbarcato inizialmente sull'incrociatore pesante Trieste, passò poi sulla nave scuola Cristoforo Colombo dove conseguì la promozione a sottotenente di vascello. Prestò poi servizio sul cacciatorpediniere Aquilone, sulla torpediniera Indomito come ufficiale in 2ª, e nel 1933 fu assegnato in servizio sull'esploratore Quarto, di stanza allora in Cina. Nel 1934 fu trasferito al Distaccamento Marina a Tientsin in Cina, rientrando poi in Italia verso la fine di quell'anno. Prestò servizio sull'esploratore Lanzerotto Malocello, sul Leone Pancaldo, dove fu promosso tenente di vascello, sul cacciatorpediniere Scirocco e quindi ebbe un incarico a terra come aiutante di bandiera del comandante in capo del dipartimento marittimo della Spezia.
Nel 1936 si imbarcò a bordo della nave da battaglia Conte di Cavour come terzo direttore di tiro, e sbarcato verso la fine di quell'anno, ricoprì fino al giugno 1940 l'incarico di ufficiale di ordinanza di Sua Altezza Reale il Duca di Genova. Nel 1939 conseguì la laurea in economia e commercio presso l'Università Ca' Foscari di Venezia.
All'entrata in guerra del Regno d'Italia, avvenuta il 10 giugno 1940, si trovava imbarcato in qualità di ufficiale in 2ª a bordo del cacciatorpediniere Ascari su cui partecipò alle battaglie di Punta Stilo e di Capo Teulada e successivamente assunse il comando della torpediniera Sagittario, con la quale si distinse eroicamente durante la battaglia di Creta, il 22 maggio 1941, quando avvistò in pieno giorno una formazione navale britannica composta da incrociatori e cacciatorpediniere. Riuscì brillantemente a nascondere le navi che guidava dalla vista del nemico e si lanciò poi all'attacco con grande coraggio, riuscendo con il suo gesto a salvare il convoglio italiano da una distruzione certa. Per questa azione gli venne attribuita la Medaglia d'oro al valor militare e la Croce di Ferro di seconda classe dal governo tedesco.
Promosso capitano di corvetta nel luglio 1941, ebbe il comando del cacciatorpediniere Euro e nel luglio 1942 divenne Capo di stato maggiore della flottiglia motozattere operante in Africa Settentrionale Italiana, rimanendo ferito a Marsa Matruh. Nel novembre 1942 assunse il comando della 6ª Squadriglia Torpediniere alzando la sua insegna sulla Impetuoso, non ancora entrata in servizio, del quale seguì la parte finale dell'allestimento.
Il 10 giugno 1943 ricevette a Roma, in occasione della Giornata della Marina, la Medaglia d'oro al valor militare appuntatagli sul petto direttamente dal Re Vittorio Emanuele III, ma il giorno dopo lo raggiunse la notizia della scomparsa, nel cielo della Sardegna, del fratello minore Agostino, tenente della Regia Aeronautica e pilota di caccia.
Nella notte del 9 settembre 1943, giorno seguente l'armistizio con gli Alleati, salpò con la sua nave al seguito della Forza Navale da Battaglia, al comando dell'ammiraglio Carlo Bergamini.
Al comando dell'Impetuoso soccorse i naufraghi della nave da battaglia Roma, trasportandone i feriti a Port Mahon nelle Baleari. Successivamente l'Impetuoso venne autoaffondata su suo ordine il 13 settembre 1943, insieme alla Pegaso, per evitarne la consegna prevista in base alle clausole armistiziali. Internato in Spagna rimpatriò nel luglio 1944, e nel novembre dello stesso anno fu promosso capitano di fregata.
Durante l'internamento in Spagna venne colpito da un gravissimo lutto: il padre Alfonso, richiamato in servizio nel 1943 come comandante della piazza di Spalato, si rifiutò di seguire il generale Emilio Becuzzi che stava abbandonando la propria divisione a Spalato, la 15ª Divisione fanteria "Bergamo", dopo aver ordinato la cessione delle armi ai partigiani slavi e venne fucilato il 30 settembre 1943 da militi della divisione delle SS Prinz Eugen presso Signo con l'accusa di aver fatto consegnare le armi del proprio reparto ai partigiani. Alfonso Cigala Fulgosi fu anch'egli decorato con la Medaglia d'oro al valor militare.
Al rientro in Italia trattò con gli inglesi un possibile sbarco a Trieste del ricostituito Reggimento San Marco in vista della fine della guerra, ma ricevette un netto rifiuto. Nel 1946, in seguito all'avvenuta proclamazione della Repubblica, decise di lasciare il servizio attivo, e transitò nella riserva nel febbraio 1947. Promosso al grado di capitano di vascello della riserva si dedicò alle attività della FISE, la Federazione Italiana Sport Equestri, della quale divenne anche presidente e con cui vinse tutti i titoli e le competizioni internazionali alle quali partecipò, continuando a occuparsene fino al termine della sua vita. Si spense a Roma il 1 novembre 1977.
Al comandante Cigala Fulgosi, decorato con la Medaglia d'oro al valor militare, tre Medaglie di bronzo e due Croci di guerra al valor militare è stato intitolato un pattugliatore della Classe Comandanti.